# Ohre
Ohre er en flod i de tyske delstater Niedersachsen og Sachsen-Anhalt og en af Elbens bifloder fra højre med en længde på 103 km. Den har sit udspring nord for Wolfsburg i Niedersachsen og løber hovedsageligt sydøstover og følger først grænsen mellem Niedersachsen og Sachsen-Anhalt. Efter Buchhorst løber den ind i Sachsen-Anhalt langs Mittellandkanal. Den munder ud i Elben nær Burg, nord for Magdeburg. Byerne Brome, Calvörde, Haldensleben og Wolmirstedt ligger langs floden.
Den øvre del af Ohre ligger i naturreservatet Drömling.
52°18′40″N 11°45′55″Ø / 52.31111°N 11.76528°Ø